# Moldavië op de Olympische Zomerspelen 2024
Moldavië nam deel aan de Olympische Zomerspelen 2024 in Parijs, Frankrijk.

## Medailleoverzicht
| Medaille | Naam               | Sport     | Onderdeel                     | Datum      |
| -------- | ------------------ | --------- | ----------------------------- | ---------- |
| Zilver   | Anastasia Nichita  | Worstelen | Vrije stijl Welter -57 kg (v) | 9 augustus |
|          |                    |           |                               |            |
| Brons    | Denis Vieru        | Judo      | Half licht -66 kg (m)         | 28 juli    |
| Brons    | Adil Osmanov       | Judo      | Licht -73 kg (m)              | 29 juli    |
| Brons    | Serghei Tarnovschi | Kanovaren | C1 1000 m (m)                 | 9 augustus |

## Aantal deelnemers
Hieronder volgt een overzicht van de atleten die zich reeds gekwalificeerd hebben voor de Olympische Zomerspelen van 2024.
| Sport         | Mannen | Vrouwen | Totaal |
| ------------- | ------ | ------- | ------ |
| Atletiek      | 2      | 3       | 5      |
| Boogschieten  | 1      | 1       | 2      |
| Gewichtheffen | 1      | 0       | 1      |
| Judo          | 3      | 0       | 3      |
| Kanovaren     | 1      | 2       | 3      |
| Paardensport  | 0      | 1       | 1      |
| Schietsport   | 0      | 1       | 1      |
| Tafeltennis   | 1      | 0       | 1      |
| Worstelen     | 4      | 3       | 7      |
| Zwemmen       | 1      | 1       | 2      |
| totaal        | 14     | 12      | 26     |

## Deelnemers en resultaten

### Atletiek

#### Technische nummers
Mannen
| atleet           | onderdeel      | kwalificaties | kwalificaties | finale  | finale |
| atleet           | onderdeel      | afstand       | rang          | afstand | rang   |
| ---------------- | -------------- | ------------- | ------------- | ------- | ------ |
| Serghei Marghiev | hamerslingeren |               |               |         |        |
| Andrian Mardare  | speerwerpen    |               |               |         |        |

Vrouwen
| atleet              | onderdeel      | kwalificaties | kwalificaties | finale  | finale |
| atleet              | onderdeel      | afstand       | rang          | afstand | rang   |
| ------------------- | -------------- | ------------- | ------------- | ------- | ------ |
| Alexandra Emilianov | discuswerpen   |               |               |         |        |
| Zalina Petrivskaya  | hamerslingeren |               |               |         |        |
| Dimitriana Bezede   | kogelstoten    |               |               |         |        |

### Boogschieten
Mannen
| atleet    | onderdeel   | plaatsingsronde | plaatsingsronde | eerste ronde         | tweede ronde         | derde ronde          | kwartfinale          | halve finale         | finale / BM          | finale / BM |
| atleet    | onderdeel   | score           | rang            | tegenstander uitslag | tegenstander uitslag | tegenstander uitslag | tegenstander uitslag | tegenstander uitslag | tegenstander uitslag | rang        |
| --------- | ----------- | --------------- | --------------- | -------------------- | -------------------- | -------------------- | -------------------- | -------------------- | -------------------- | ----------- |
| Dan Olaru | individueel | 671             | 18              | Quốc Phong           |                      |                      |                      |                      |                      |             |

Vrouwen
| atleet          | onderdeel   | plaatsingsronde | plaatsingsronde | eerste ronde         | tweede ronde         | derde ronde          | kwartfinale          | halve finale         | finale / BM          | finale / BM |
| atleet          | onderdeel   | score           | rang            | tegenstander uitslag | tegenstander uitslag | tegenstander uitslag | tegenstander uitslag | tegenstander uitslag | tegenstander uitslag | rang        |
| --------------- | ----------- | --------------- | --------------- | -------------------- | -------------------- | -------------------- | -------------------- | -------------------- | -------------------- | ----------- |
| Alexandra Mîrca | individueel | 631             | 51              | Mashayikh V 0 - 6    | niet geplaatst       | niet geplaatst       | niet geplaatst       | niet geplaatst       | niet geplaatst       | 51          |

Gemengd
| atleet                    | onderdeel | plaatsingsronde | plaatsingsronde | eerste ronde         | kwartfinale          | halve finale         | finale / BM          | finale / BM |
| atleet                    | onderdeel | score           | rang            | tegenstander uitslag | tegenstander uitslag | tegenstander uitslag | tegenstander uitslag | rang        |
| ------------------------- | --------- | --------------- | --------------- | -------------------- | -------------------- | -------------------- | -------------------- | ----------- |
| Dan Olaru Alexandra Mîrca | team      | 1302            | 22              | niet geplaatst       | niet geplaatst       | niet geplaatst       | niet geplaatst       | 22          |

### Gewichtheffen
Mannen
| atleet     | onderdeel | trekken | trekken | stoten | stoten | totaal | rang |
| atleet     | onderdeel | score   | rang    | score  | rang   | totaal | rang |
| ---------- | --------- | ------- | ------- | ------ | ------ | ------ | ---- |
| Marin Robu | -89 kg    |         |         |        |        |        |      |

### Judo
Mannen
| atleet         | onderdeel | eerste ronde         | tweede ronde            | derde ronde          | kwartfinale           | halve finale         | herkansing           | finale / BM          | finale / BM    |
| atleet         | onderdeel | tegenstander uitslag | tegenstander uitslag    | tegenstander uitslag | tegenstander uitslag  | tegenstander uitslag | tegenstander uitslag | tegenstander uitslag | rang           |
| -------------- | --------- | -------------------- | ----------------------- | -------------------- | --------------------- | -------------------- | -------------------- | -------------------- | -------------- |
| Denis Vieru    | −66 kg    | n.v.t.               | bye                     | Saha W 01 - 00       | Bunčić W 10 - 00      | Abe V 00 - 01        | bye                  | Khyar W 01 - 00      | Brons          |
| Adil Osmanov   | −73 kg    | n.v.t.               | Yonezuka W 10 - 00      | Yuldoshev W 10 - 00  | Erdenebayar W 10 - 00 | Gaba V 00 - 10       | bye                  | Lombardo W 10 - 00   | Brons          |
| Mihail Latișev | −81 kg    | bye                  | Grigalashvili V 00 - 10 | niet geplaatst       | niet geplaatst        | niet geplaatst       | niet geplaatst       | niet geplaatst       | niet geplaatst |

### Kanovaren

#### Sprint
Mannen
| atleet             | onderdeel  | series | series | kwartfinale | kwartfinale | halve finale | halve finale | finale | finale |
| atleet             | onderdeel  | tijd   | rang   | tijd        | rang        | tijd         | rang         | tijd   | rang   |
| ------------------ | ---------- | ------ | ------ | ----------- | ----------- | ------------ | ------------ | ------ | ------ |
| Serghei Tarnovschi | C-1 1000 m |        |        |             |             |              |              |        |        |

Vrouwen
| atleet                      | onderdeel | series | series | kwartfinale | kwartfinale | halve finale | halve finale | finale | finale |
| atleet                      | onderdeel | tijd   | rang   | tijd        | rang        | tijd         | rang         | tijd   | rang   |
| --------------------------- | --------- | ------ | ------ | ----------- | ----------- | ------------ | ------------ | ------ | ------ |
| Daniela Cociu Maria Olărașu | C-2 500 m |        |        |             |             |              |              |        |        |

### Paardensport

#### Dressuur
| ruiter       | paard       | onderdeel   | Grand Prix | Grand Prix | Grand Prix Special | Grand Prix Special | Grand Prix Freestyle | Grand Prix Freestyle | totaal         | totaal         |
| ruiter       | paard       | onderdeel   | score      | rang       | score              | rang               | technisch            | artistiek            | uitslag        | rang           |
| ------------ | ----------- | ----------- | ---------- | ---------- | ------------------ | ------------------ | -------------------- | -------------------- | -------------- | -------------- |
| Alisa Glinka | Abercrombie | individueel | 66.056     |            |                    |                    | niet geplaatst       | niet geplaatst       | niet geplaatst | niet geplaatst |

### Schietsport
Vrouwen
| atlete     | onderdeel         | kwalificaties | kwalificaties | finale         | finale         |
| atlete     | onderdeel         | punten        | rang          | punten         | rang           |
| ---------- | ----------------- | ------------- | ------------- | -------------- | -------------- |
| Anna Dulce | 10 m luchtpistool | 569           | 28            | niet geplaatst | niet geplaatst |

### Tafeltennis
Mannen
| atleet         | onderdeel | voorronde            | eerste ronde         | tweede ronde         | derde ronde          | kwartfinale          | halve finale         | finale / BM          | finale / BM    |
| atleet         | onderdeel | tegenstander uitslag | tegenstander uitslag | tegenstander uitslag | tegenstander uitslag | tegenstander uitslag | tegenstander uitslag | tegenstander uitslag | rang           |
| -------------- | --------- | -------------------- | -------------------- | -------------------- | -------------------- | -------------------- | -------------------- | -------------------- | -------------- |
| Vladislav Ursu | enkelspel | Jha V 0 - 4          | niet geplaatst       | niet geplaatst       | niet geplaatst       | niet geplaatst       | niet geplaatst       | niet geplaatst       | niet geplaatst |

### Worstelen

#### Grieks-Romeinse stijl
Mannen
| atleet         | onderdeel | eerste ronde         | kwartfinale          | halve finale         | herkansing           | finale / BM          | finale / BM |
| atleet         | onderdeel | tegenstander uitslag | tegenstander uitslag | tegenstander uitslag | tegenstander uitslag | tegenstander uitslag | rang        |
| -------------- | --------- | -------------------- | -------------------- | -------------------- | -------------------- | -------------------- | ----------- |
| Victor Ciobanu | −60 kg    |                      |                      |                      |                      |                      |             |
| Valentin Petic | −67 kg    |                      |                      |                      |                      |                      |             |

#### Vrije stijl
Mannen
| atleet         | onderdeel | eerste ronde         | kwartfinale          | halve finale         | herkansing           | finale / BM          | finale / BM |
| atleet         | onderdeel | tegenstander uitslag | tegenstander uitslag | tegenstander uitslag | tegenstander uitslag | tegenstander uitslag | rang        |
| -------------- | --------- | -------------------- | -------------------- | -------------------- | -------------------- | -------------------- | ----------- |
| Maxim Saculțan | −65 kg    | Muszukajev           |                      |                      |                      |                      |             |
| Radu Lefter    | −97 kg    |                      |                      |                      |                      |                      |             |

Vrouwen
| atlete            | onderdeel | eerste ronde         | kwartfinale          | halve finale         | herkansing           | finale / BM          | finale / BM |
| atlete            | onderdeel | tegenstander uitslag | tegenstander uitslag | tegenstander uitslag | tegenstander uitslag | tegenstander uitslag | rang        |
| ----------------- | --------- | -------------------- | -------------------- | -------------------- | -------------------- | -------------------- | ----------- |
| Mariana Drăguțan  | −53 kg    |                      |                      |                      |                      |                      |             |
| Anastasia Nichita | −57 kg    |                      |                      |                      |                      |                      |             |
| Irina Rîngaci     | −68 kg    |                      |                      |                      |                      |                      |             |

### Zwemmen
Mannen
| Atleet         | Onderdeel        | Series  | Series | Halve finale | Halve finale | Finale         | Finale         |
| Atleet         | Onderdeel        | Tijd    | Rang   | Tijd         | Rang         | Tijd           | Rang           |
| -------------- | ---------------- | ------- | ------ | ------------ | ------------ | -------------- | -------------- |
| Pavel Alovațki | 400 m vrije slag | 3.59,77 | 31     | n.v.t.       | n.v.t.       | Niet geplaatst | Niet geplaatst |

Vrouwen
| atlete           | onderdeel     | series | series | halve finale | halve finale | finale | finale |
| atlete           | onderdeel     | tijd   | rang   | tijd         | rang         | tijd   | rang   |
| ---------------- | ------------- | ------ | ------ | ------------ | ------------ | ------ | ------ |
| Tatiana Salcuțan | 200 m rugslag |        |        |              |              |        |        |